# Bojkove (Cerkasivka), Poltava
Bojkove (în ucraineană Божкове) este un sat în comuna Cerkasivka din raionul Poltava, regiunea Poltava, Ucraina.

## Demografie
Componența lingvistică a localității Bojkove
     Ucraineană (97,21%)
     Rusă (2,79%)
Conform recensământului din 2001, majoritatea populației localității Bojkove era vorbitoare de ucraineană (97,21%), existând în minoritate și vorbitori de rusă (2,79%).